# Ак-Тилек
Ак-Тилек (кирг. Ак-Тилек) — село в Кадамжайском районе Баткенской области Кыргызстана. Входит в состав айылного аймака Молдо Нияз.

## География
Село расположено в восточной части области, вблизи государственной границы с Узбекистаном, при автодороге ЭМ-16, на расстоянии приблизительно 41 километра (по прямой) к северо-западу от города Кадамжай, административного центра района.

## История
Населённый пункт получил статус села согласно Закону Кыргызской Республики «Об отнесении некоторых населённых пунктов Баткенской, Джалал-Абадской, Ошской и Иссык-Кульской областей Кыргызской Республики к категории айыла (села)» от 10 апреля 2023 года.

## Население
Согласно оценочным данным Национального статистического комитета Кыргызской Республики, численность населения села на начало 2025 года составляла 172 человека.